# Berliner hörspiele
Die berliner hörspiele sind ein deutscher Hörbuchverlag mit Sitz in Berlin-Treptow. Das Verlagsprogramm reicht von Lyrik, Klassikern der Romantik, aktueller Belletristik bis hin zu wissenschaftlichen Hörbüchern mit historischem Fokus.

## Geschichte
Der Verlag wurde 2005 von Ingo Fried gegründet. Die erste veröffentlichte Produktion war Knallhart von Gregor Tessnow, gesprochen von David Kross. 2006 wurde der Aufbau des Verlages durch die Insolvenz des ersten Vertriebspartners gebremst.
Neben dem Verlag ist die Produktion von Sprachaufnahmen im Tonstudio der berliner hörspiele permanentes Thema.

## Programm
Zu den vertonten Werken zählen Robert Zimmermann wundert sich über die Liebe, zum gleichnamigen Film von Leander Haußmann und Knallhart zum Film von Detlev Buck.
Hauptbereiche sind zum einen die Klassiker der Romantik, wobei bei der Umsetzung klassische Hörbücher produziert werden (z. B. Das steinerne Herz von E. T. A. Hoffmann, gelesen von Henning Kober) oder aber Geräusche, Musik und verschiedene Sprecher eingesetzt werden, um die Klassiker in neuem Licht erstrahlen zu lassen (z. B. Der Sandmann von E. T. A. Hoffmann, einer szenischen Lesung mit Musik und Geräuschen). Im Bereich Lyrik mit Musik erschien das Hörbuch Liebesgrüße aus der Matratzengruft. Hier gibt es Interpretationen der Lyrik Heinrich Heines durch Erich Schwarz mit Pianointerpretationen von Jens Wohlrab.
Im Bereich wissenschaftlicher Hörbücher erscheint die Edition Wissenschaft. In dieser erschienen Ende 2009 die ersten durch Professoren und Dozenten gelesenen geschichtlichen Hörbücher ("Spectaculum Mundi Medievalis – Das Schauspiel der mittelalterlichen Welt" von Stephan Warnatsch, "Kleine Geschichte der Freien Universität Berlin" von Wolfgang Wippermann, "Weihnachtsbilder" von Thomas Blisniewski).